# Fritillaria michailovskyi
Fritillaria michailovskyi (рябчик Михайловського) — вид квіткових рослин родини лілійні (Liliaceae).

## Поширення
Цей вид був відкритий в 1904 році Михайловським у Вірменії. Рослина стала по-справжньому популярною тільки після того, як його майже через століття вдруге відкрили англійці на сході Туреччини (у Курдистані).

## Опис
Характерна ознака рябчика Михайловського — його приголомшливо красиві квіти з ніжними пурпурно-фіолетовими пелюстками і золотисто-жовтими краями схожими на унікальні і виключно красиві келихи, створені природою. У рябчика кількість квіток на квітконосі досягає 5–6 шт. Рослина низька, всього до 20 см у висоту, тому добре виглядає в горщиках і на клумбах. До умов утримання не вередливий, зростає і на сонці, і в півтіні. Рябчик Михайловського — дивовижна і ніжна квітка, яка дарує невичерпний потік краси, викликає захоплення і ніжні почуття.